# Ялиця гватемальська
{{#ifeq:0|0|{{#if:Abies guatemalensis|{{#if:|[[]}}|[[]]}}}}
Ялиця гватемальська (лат. Abies guatemalensis, ісп. pinabete) — вид ялиць родини соснових. Видовий епітет вказує на Гватемалу.

## Різновиди
Ялиця гватемальська зазвичай ділиться на два різновиди:
- Abies guatemalensis var. guatemalensis — Сальвадор; Гватемала; Гондурас; Мексика (Чіапас, Коліма, Герреро, Мічоакан, Наярит, Оахака, Тамауліпас), статус EN.
- Abies guatemalensis var. jaliscana — Мексика (Халіско, Мічоакан), статус NT.

## Поширення, екологія
Країни поширення: Сальвадор; Гватемала; Гондурас; Мексика (Чіапас, Коліма, Герреро, Халіско, Мічоакан, Наярит, Оахака, Тамауліпас). Зустрічається в горах на висоті від 1800–4010 м, де відносно холодно і волого, і клімат «океанічний», при цьому більшість опадів відбувається у вигляді дощу в літній час або, туману цілий рік. Часто зустрічається на північних схилах і у вологих долинах з осадами до 1000 мм, але більшість поселень отримують 1500–3000 мм. Ялиця гватемальська зазвичай асоціюється з кількома високогірними хвойними, такими як Abies religiosa, Cupressus lusitanica, Pinus ayacahuite, Pinus hartwegii, Pinus devoniana, Pinus montezumae і Pinus pseudostrobus. На більш низьких висотах росте з Arbutus, Juniperus і Quercus у відкритих популяціях переважають Arbutus xalapensis, Baccharis vaccinioides, Cestrum guatemalense, Litsea glaucescens, Rubus trilobus, Salvia cinnabarina і Sambucus mexicana. Ялиця гватемальська зазвичай рідко поширюється і чисті деревостої трапляються рідко.

## Опис
Утворює високе дерево 35–40 м заввишки і 1–1,5 м діаметром. Шишки з'являються нерегулярно. Первинні гілки горизонтальні. Кора чорно-коричнева, розділена на пластини. Бруньки кулясто-яйцеподібні, смолисті, до 5 мм у довжину. Листки розташовані по спіралі, лінійні, зверху темно-зелені, сизі внизу, розмір 1,5–5,5 см × 1,2–2 мм; вершина зубчаста і виїмчаста. Жіночий шишки майже сидячі, довгасто-циліндричні, вершина дещо сплющена, колір жовтувато-коричневий з фіолетовим нальотом, розмір 8–12 × 4–4,5 см. Насіння світло-коричневе, до 9 мм в довжину, крила до 15 мм у довжину. Квітне у травні-червні.

## Використання
Прямі стебла і відносно м'яка деревина високо цінують місцеві лісоруби для різноманітних будівельних цілей, але також використовується для виготовлення інструментів й для традиційного різьблення по дереву і для виробництва деревного вугілля. Останнім часом є використання як різдвяних дерев і зелені, тобто в декоративних цілях. У Гватемала-Сіті, як було підраховано, близько 70 % з штучних ялинок виробляються з гілок ялиці гватемальської (Andersen et al. 2006).

## Загрози та охорона
Вид має довгу історію експлуатації як цінне лісове дерево і для виробництва деревного вугілля, при цьому залишилися популяції обмежені кількома віддаленими гірськими хребтами з деяким захистом у національних парках або заповідниках. Проте, незаконні рубки все ще мають місце і останнім часом тенденція використання виду для різдвяних прикрас стала ринковим стимулом для браконьєрства.